# Alessio Cragno
Alessio Cragno (Fiesole, provincia de Florencia, 28 de junio de 1994) es un futbolista italiano. Juega de portero y su equipo es la U. C. Sampdoria de la Serie B de Italia.

## Selección nacional
Ha sido internacional con la selección de fútbol de Italia en las categorías sub-17, sub-18, sub-19, sub-20, sub-21 y absoluta.

### Participaciones en Eurocopas
| Eurocopa                | Sede    | Resultado |
| ----------------------- | ------- | --------- |
| Eurocopa Sub-21 de 2017 | Polonia | Semifinal |

## Clubes
| Club                  | País   | Año       |
| --------------------- | ------ | --------- |
| Brescia Calcio        | Italia | 2012-2014 |
| Cagliari Calcio       | Italia | 2014-2016 |
| Virtus Lanciano       | Italia | 2016      |
| Benevento Calcio      | Italia | 2016-2017 |
| Cagliari Calcio       | Italia | 2017-2022 |
| A. C. Monza           | Italia | 2022-2023 |
| U. S. Sassuolo Calcio | Italia | 2023-2024 |
| A. C. Monza           | Italia | 2024-2025 |
| U. C. Sampdoria       | Italia | 2025-     |